# 새턴 릴레이

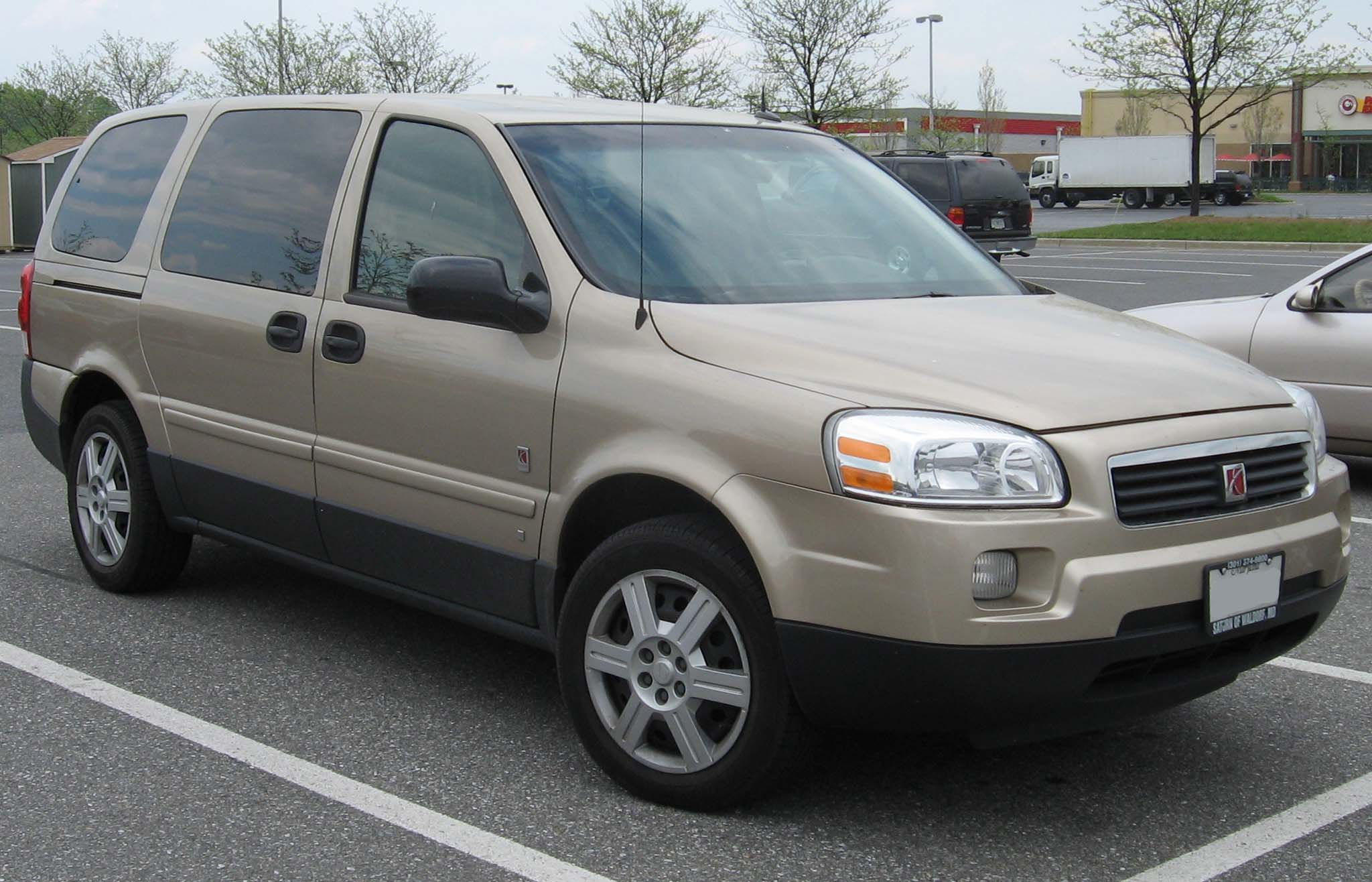

새턴 릴레이(Saturn Relay)는 제네럴 모터스가 생산한 미니밴이다. 2005 모델로 선보였다. 릴레이는 폴리머 사이드 패널링이 없는 최초의 새턴 차량이다. 또, 새턴이 제조한 최초의, 또 유일한 미니밴이기도 하다.

## 판매량
| 연도 | 미국 판매량 |
| ---- | ----------- |
| 2004 | 1,563       |
| 2005 | 15,758      |
| 2006 | 7,171       |
| 2007 | 1,474       |
| 2008 | 163         |

## 같이 보기
- 릴레이